# 아오키 미키오
아오키 미키오(일본어: 青木 幹雄, 1934년 6월 8일~2023년 6월 11일)는 4선 참의원 의원을 지낸 일본의 정치인이다.
장남은 현역 참의원 의원인 아오키 가즈히코이다.

## 생애
1934년 6월에 시마네현 히카와군 다이샤정(지금의 이즈모시)에서 태어났다. 그의 아버지는 어선을 소유하고 있는 어업경영가로 지역에서 조합장도 지냈다. 미키오도 공부는 하지 않고 해가 떠서 질 때까지 이나사노하마에서 놀았다고 한다. 이후 시마네현립 다이샤 고등학교를 거쳐 와세다 대학에 입학했으며 웅변회 간사장으로 활약했다.
이후 1958년 3월에 당시 중의원 의원이던 다케시타 노보루의 비서관이 되면서 정계에 입문했다. 1966년 10월에는 다이샤정 어업협동조합의 이사가 되었고 1967년에 시마네현의회 의원 선거에 출마해 당선되면서 정치인이 되었다. 이후 5선 현의원을 지냈으며 1986년에 다케시타의 요청을 받고 참원선에 출마해 당선되면서 참의원 의원이 되었다. 이후 다케시타의 측근이 되어 나가타초에서 분투했다.
도쿄 사가와큐빈 사건의 여파로 경세회를 이끌던 가네마루 신이 1992년에 회장 자리에서 물러나자 후계 자리를 놓고 파벌 내에서 갈등이 일어났다. 다케시타계 의원들은 오부치 게이조를 지지했고 가네마루계 의원들은 하타 쓰토무를 지지했는데 아오키는 사이토 주로 등과 함께 오부치를 지지했다. 특히 가네마루계에 속하는 오자와 이치로가 "참의원은 (중의원에서 승기를 잡으면) 따라 온다"라며 참의원을 경시하는 발언을 하면서 경세회 참의원 의원들은 38명 중에서 30명이 오부치를 지지했다. 결과적으로 오부치가 승리했고 이에 반발한 오자와와 하타 등은 경세회를 이탈했다가 나중엔 자민당을 탈당해 신생당을 창당했다.

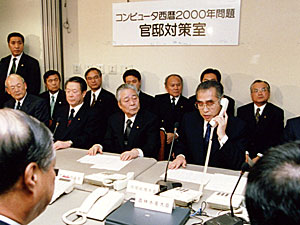
총리대신 관저에서 찍은 사진. 왼쪽에서 두 번째에 앉아 있는 사람이 아오키다.

1998년 오부치가 내각총리대신으로 선출되자 아오키는 참의원 간사장이 되었다. 그리고 1999년에 오부치 내각 (제2차 개조)이 출범하자 노나카 히로무의 후임으로 내각관방장관 겸 오키나와 개발청 장관으로 처음 입각했다. 참의원 의원이 관방장관으로 발탁된 건 제1차 가이후 내각 당시의 모리야마 마유미 이래 두 번째이며 처음 입각하면서 관방장관이 된 건 아오키가 처음이다. 또한 이 무렵 다케시타가 병상에 누우면서 다케시타를 대신해 아오키가 정계의 새로운 실력자로 주목을 모으기 시작했다.
2000년에 오부치의 건강이 악화돼 의식 불명 상태에 이르자 내각총리대신 임시대리가 되어 내각 총사퇴를 결정했으며 이른바 5인조 회의에서 모리 요시로를 후임으로 추대했다. 그런데 5인조 회의라는 밀실회의 속에서 아오키의 총리대신 임시대리 취임부터 모리 내각이 성립하기까지의 과정이 불투명하게 전개되어 많은 비판을 받았다. 한편 야당인 민주당은 아오키가 부적절하게 총리대신 임시대리가 되었다며 비판하고 양원 의장에게 총리대신 명의로 내각 총사퇴 통지서를 제출한 것이 공문서 위조죄에 해당한다며 고발했으나 불기소 처분이 내려졌다.
제1차 모리 내각이 출범한 다음에도 아오키는 관방장관직을 유지했지만 제2차 모리 내각이 출범하자 관방장관에서 물러난 다음 참의원 간사장에 복귀했다. 한편 오부치 사후 파벌 회장으로 하시모토 류타로를 추대해 이를 성사시켰다.
2003년 총재 선거 때 현직인 고이즈미 준이치로를 지지했다. 하시모토파 내에서 노나카가 고이즈미의 재선에 반대하고 있었기에 참의원 내의 하시모토파 의원들을 규합해 노나카와 대립했다. 재선에 성공한 고이즈미는 아오키와 가까운 사이인 누카가 후쿠시로를 자유민주당 정무조사회장으로 기용했다.
2004년 참원선 때 자민당이 51석 이상을 얻지 못하면 참의원 간사장에서 물러나겠다고 공언했지만 결과는 49석에 그쳤다. 그런데 자유민주당 집행부에서 베테랑 의원이 참의원 의원회장이 되어야 한다며 아오키에게 의원회장이 되어 줄 것을 요청하고 아오키가 이를 받아들이면서 간사장에서 물러난 뒤 의원회장으로 자리를 옮겨가게 되었다. 소장파 의원들은 이를 두고 선거 패배의 책임을 지고 승격했다라며 비판했다.
같은 해에 일본치과의사연맹(일치련)이 자민당 의원들에게 불법 헌금을 준 사건이 드러났다. 이 과정에서 일치련 간부가 하시모토에게 수표를 건네줄 때 아오키가 동석하고 있었고 감사 인사도 했다고 발언했다. 아오키는 수표 수수 현장에 자신은 없었다고 주장했다. 도쿄지방검찰청에서 「정치자금규정법」 위반 혐의로 아오키를 수사했지만 불기소 처분이 내려졌다.
2005년 우정민영화 법률안을 둘러싸고 자민당 내에서 격렬한 대립이 일었을 때 아오키는 찬성파에 속했다. 아오키는 참의원에서 반드시 법률안을 통과시키겠다며 중의원에 법률안 수정과 회기 연장 등의 양보를 이끌어냈지만 중의원을 통과한 민영화 법률안이 참의원에서 부결되었다. 하지만 고이즈미가 기다렸다는 듯이 중의원 해산을 시도해 총선에 실시됐다. 중의원에서 우정민영화에 반대한 의원들은 공천을 받지 못한 와중에 자민당이 대승을 거두자 참의원의 분위기는 급변했다. 다시 한 번 민영화에 반대했다간 향후 있을 참원선에서 공천을 받지 못할 수 있다는 우려가 팽배하자 민심을 받아들인다는 명목으로 참원선에서 민영화 법률안이 통과되었다.
2006년 고이즈미가 물러나고 아베 신조가 총리대신이 되자 아오키는 참의원에서 각료를 두 명 배출하도록 하여 내각에 대한 영향력을 유지했다. 한편 고이즈미가 추진한 개혁으로 자민당의 지방 조직이 붕괴되자 이를 재건하기 위해 우정민영화에 반대하다 쫓겨난 의원들의 복당이 필요하다고 아베에게 건의했다. 아베는 이를 받아들였지만 당내에선 격렬한 반발이 일었다. 아베가 강행돌파하여 복당이 이루어졌지만 이는 내각의 지지율 저하로 이어졌다.
2007년 참원선 때 한때 같은 정당 같은 파벌이었던 오자와가 대표가 되어 이끄는 민주당과 정면승부를 벌였다. 자민당은 시정촌 합병으로 인해 지방의원의 수가 줄어드는 등 지방 민심의 자민당 이탈이 갈수록 심화되고 있었는데 민주당은 농가에 대한 호별 소득 보상 등 지방을 중시하는 공약을 내걸어 자민당을 떠난 지방 민심이 민주당을 향할 수 있도록 노력했다. 위기감을 느낀 아오키는 아베에게 지방을 중시하는 정책을 고려해야 한다고 충고했다. 또한 만약 참의원에서 자민당이 과반을 상실하면 자연스럽게 민주당과 국민들은 중의원 해산을 요구할 것이고 그때는 자민당이 정권을 잃을 수도 있다고 강조했다.
하지만 아베는 이에 귀기울이지 않았다. 연금 미납 문제나 각료의 비리 의혹 등으로 자민당에 대한 불신이 깊어지자 아오키는 낙하산 인사를 금지하는 등의 공무원 개혁안을 아베에게 제시했다. 그리고 아베의 동의를 얻어 회기를 연장해 심의 시간을 확보한 뒤 위원회 심사 도중에 본회의에 안건을 회부해 통과시켜 공무원 개혁법안을 성립시켰다. 그럼에도 불구하고 자민당은 37석이라는 최악의 성적표를 받아들였고 참의원 과반도 상실했다. 심지어 쓰시마파(2005년부터 하시모토파가 쓰시마파가 되었다)는 참의원 간사장 가타야마 도라노스케, 아오키의 측근 가게야마 슌타로 등이 낙선하는 등 3명만 겨우 당선돼 자민당 참의원 최대 파벌의 자리도 세이와 정책연구회에 양보해야 했다. 아오키도 선거 패배의 책임을 지고 참의원 의원회장과 시마네현지부연합회장에서 물러났다. 자민당은 최고고문 자리를 신설해 아오키에게 권했으나 아오키는 이를 고사했다.
하지만 참의원의 실세로 군림하며 쌓아 온 다양한 인맥과 정치력을 바탕으로 참의원 자민당 간부가 아오키에게 의안을 논의하러 오는 등 당내에서의 영향력은 유지했다.
2010년 3월 참의원 본회의에서 「고용보험법」 등 10건의 안건을 처리하는 과정에서 아오키가 본회의장 자리를 비운 사이 옆자리에 있던 와카바야시 마사토시가 멋대로 아오키의 투표권을 행사하는 일이 발생했다. 와카바야시는 책임을 지는 차원에서 의원에서 물러났고 문제가 된 10건의 투표는 무효로 처리됐다.
같은 해 7월에 예정된 참원선을 앞두고 당내에서 76살이 된 아오키가 이젠 물러나야 한다며 공천을 주지 말아야 한다는 의견이 대두되었다. 73세 이상은 비례대표 공천을 주지 않는 정년제를 지역구로 확대해야 한다는 주장도 있었는데 아오키는 1월에 일찌감치 참원선 출마를 선언하는 등 이에 불복했다.
그런데 5월 13일에 가벼운 뇌경색으로 입원을 하자 결국 출마를 단념했다. 그리고 다음 날에는 정계 은퇴를 발표했다. 누가 지역구를 물려받을지는 자민당 시마네현연합회에게 결정권을 일임했다. 연합회는 아오키의 장남인 아오키 가즈히코를 옹립했고 가즈히코는 아버지의 지역구를 사수하는 데 성공했다.
같은 해 9월 자민당 시마네현연합회 최고고문에 취임해 여전히 정치적 영향력을 가졌으나 2018년 총재 선거 때 다케시타파(쓰시마파가 누카가파를 거쳐 2018년부터 다케시타파가 되었다) 회장인 다케시타 와타루에게 이시바시 시게루의 지지를 요청했다가 파벌의 분열을 유발했고 2019년 통일지방선거 때 자신이 추천한 후보자가 시마네현의회 의원 선거에서 낙선하는 등 갈수록 영향력이 줄어들기 시작했다. 하지만 스가 요시히데의 후임을 정하는 2021년 총재 선거에 입후보한 기시다 후미오, 노다 세이코나 고노 다로의 아버지인 고노 요헤이와 면담을 하는 등 영향력이 완전히 사라지지는 않았다.
2023년 6월 11일 20시경 가나가와현 가와사키시의 한 병원에서 사망했다. 향년 89세. 사후에 종3위에 추서됐고 욱일대수장이 추증됐다.

## 이야깃거리
참의원 자민당 의원들에 대한 막강한 영향력을 가져 참의원의 실세로 군림했고 한때 참의원이 미키오 하우스로 불리기도 했다. 고이즈미는 "참의원에 관한 건 모두 아오키 씨에게 맡겼다"라며 아오키와 동맹 관계를 형성했고 각료 인사를 할 때 파벌 분배를 신경쓰지 않던 고이즈미도 국무대신 17명 중 2명, 부대신 22명 중 4명, 대신정무관 26명 중 8명은 참의원에서 배출하도록 배려를 했다. 아오키는 총리관저에서 정책을 결정해 내용을 하달하는 방식을 확립한 고이즈미에게 직언이 가능한 몇 안 되는 인사 중 한 명이었다.
아오키의 말년에는 민주당의 세가 강해지면서 그의 영향력이 줄어들었다. 하지만 참의원 민주당 의원들에게 막강한 영향력을 행사한 민주당의 고시이시 아즈마와 긴밀한 관계를 형성해 어느 정도 영향력을 유지할 수 있었다.
한편 내각 지지율과 여당 지지율의 합계가 50%를 밑돌면 내각은 퇴진해야 한다는 것이 아오키의 지론이었다. 과학적인 근거와 통계에 기반한 것은 아니지만 정계에서는 널리 알려진 얘기로 아오키 법칙 혹은 아오키 방정식이라 불린다. 이는 언론에서도 자주 인용하고 있다.

## 역대 선거 기록
|  | 0% |

|  | 0% |

|  | 0% |

|  | 0% |

|  | 0% |

|  | 61.5% |

|  | 57.7% |

|  | 49.9% |

|  | 62.1% |

## 참고 문헌
- 松田賢弥 (2008). 《逆臣 青木幹雄》. 講談社. ISBN 978-4062144452.

| 전임 노나카 히로무 | 제38·39대 오키나와 개발청 장관 1999년 10월 5일~2000년 7월 4일 | 후임 나카가와 히데나오 |

| 전임 노나카 히로무 | 제64·65대 내각관방장관 1999년 10월 5일~2000년 7월 4일 | 후임 나카가와 히데나오 |